# Margaret Nankabirwa
Margaret Nankabirwa (Nsambya, 6 luglio 1987) è una giocatrice di badminton ugandese.

## Palmarès
- Campionati africani

Addis Ababa 2012: bronzo nel doppio femminile